# Radio Television Hong Kong

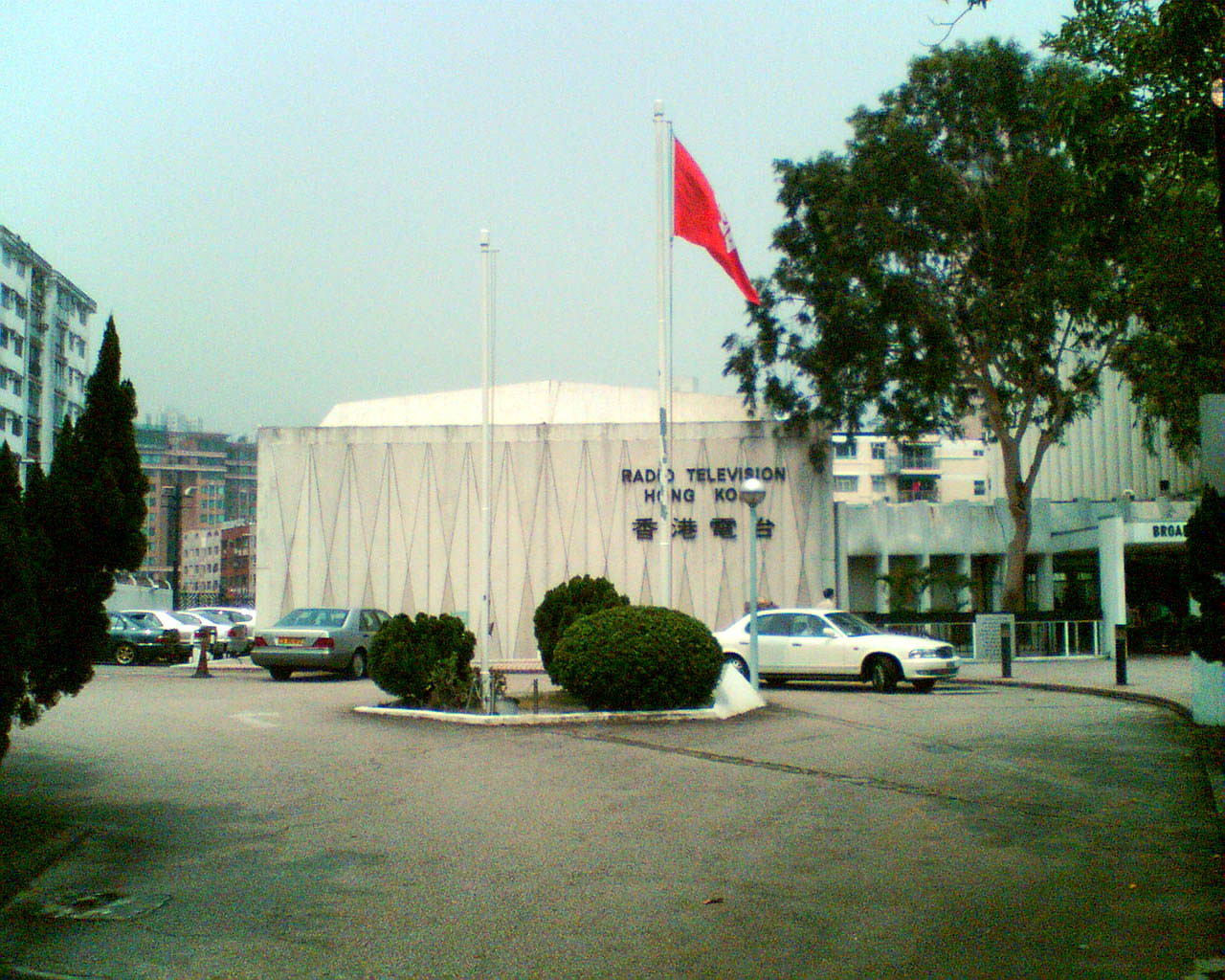
Az RTHK székhelye, a Broadcasting House

A Radio Television Hong Kong (RTHK; 香港電台) hongkongi közszolgálati műsorszolgáltató, amely különálló kormányhivatalként működik a hírközlési hatóság alatt.

## Felépítése
Az RTHK hét rádióadót működtet, illetve televíziós műsorokat is készít, melyeket a helyi televízióadókon adnak le. Az RTHK ugyan állami finanszírozású, azonban a szerkesztői függetlenségének fenntartásáról ismert. Az RTHK oktatási, szórakoztató és közügyekkel foglalkozó műsorokat készít és sugároz. 2006 óta vita tárgya, hogy az RTHK-t nyilvánosan működő részvénytársasággá alakítsák vagy sem.

## Története

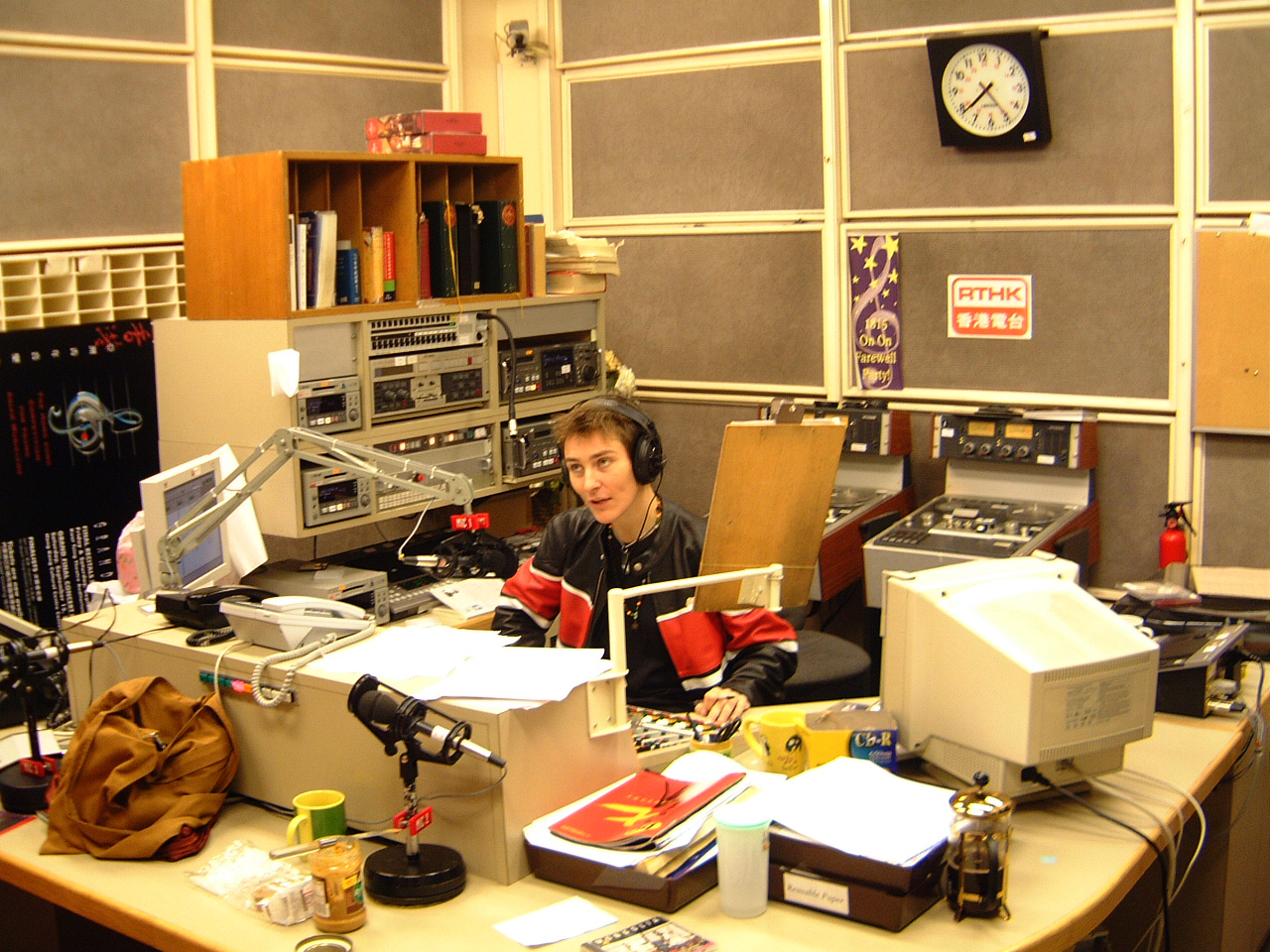
Az RTHK Emma’s Classical Music Radio Show műsora adásban

A hongkongi kormány 1928 júniusában GOW hívókód alatt indította el első rádióadóját. A következő néhány évben számos névváltás történt, majd a rádió 1948-ban megkapta a Radio Hong Kong (RHK) (香港廣播電台) nevet.
1949-ben a Kormányzati Információs Szolgáltatások (GIS) átvette a műsorszórási műveleteket, azonban 1954-ben az RHK mégis különálló, a GIS-től független részleg lett.
1966-ig az RHK csak három időszakban, reggel, délben és éjszaka volt adásban, ami részben annak volt köszönhető, hogy a több műsorvezetője is részmunkaidős szabadúszó volt, akinek a rádiós szereplésüket a mindennapi munkarendjükhöz kellett igazítaniuk.
1969-ben az adó Hung Hom-i vízparti középhullámú AM adóállomását az Új területeken található Golden Hill tetejére költöztették. Annak ellenére, hogy az új adókészülékek sokkal erősebbek, mint a régiek, azonban a hegytetői helyszín alkalmatlannak bizonyult a középhullámú sugárzásra, így a vétel azóta is problémás néhány területen.
1969 márciusában az RHK új erre a célra kialakított stúdiókba költözött a kúnthóngi Broadcasting House (廣播大廈) épületében.
1970-ben megalapították a Közügyi televízióegységet, melynek saját gyártású műsorait a független kereskedelmi televízióadóknak a részleg feltételei szerint kell leadniuk. Az RTHK-nak nincs saját televíziós adótornya.
1973-ban az RTHK engedélyt kapott a saját rádiós sajtószobájának felállítására. Korábban az összes hírt a GIS stábja állította össze. 1969-ig félóránként, teleprinteren küldték át a GIS központi kerületi székhelyéről a stúdiókba a szalagcímeket, míg a teljes közleményeket napi három alkalommal szállította le egy futár. Ez a kialakítás 1969-ben, az új stúdiókba költözés után célszerűtlenné vált, így felállítottak egy GIS-sajtószobát a Broadcasting House épületében. Ezzel a megoldással sem voltak megelégedve az addig csak újságrovatokat szerkeszthető RHK újságírói, akik végül az egész hírszolgáltatást átvették.
1976-ban az adó nevét Radio Television Hong Kongra (RTHK) cserélték, jelképezve a televíziós műsorok készítésében való közreműködését. Az RTHK még ugyanebben az évben iskoláknak szánt oktatóműsorok gyártásába kezdett az addig függetlenül működő Oktatási televízióegység bekebelezése után. Az adó első általános és pénzügyi hírekkel és foglalkozó televízióadóját, a Radio 7-t 1989 novemberében alapították. 1994 óta az RTHK rádiós- és televízióműsorai az interneten is elérhetőek.

## Rádióadói
Az RTHK tizenkét rádióadót működtet:
| Adó            | Moduláció | Frekvencia | Elsődleges nyelv                             | Műsorai                                                               |
| -------------- | --------- | --- | -------------------------------------------- | --------------------------------------------------------------------- |
| RTHK Radio 1   | FM        | (MHz) 92.6 (Gough-hegy), 94.4 (Kowloon Peak), 93.2 (Cloudy Hill), 93.4 (Castle Peak), 93.6 (Lamma Island), 92.9 (Golden Hill), 93.5 (Beacon Hill) | kantoni                                      | Hír-, betelefonálós és egyéb műsorok                                  |
| RTHK Radio 2   | FM        | (MHz) 94.8 (Gough-hegy), 96.9 (Kowloon Peak), 95.3 (Cloudy Hill), 96.4 (Castle Peak), 96.0 (Lamma Island), 95.6 (Golden Hill), 96.3 (Beacon Hill) | kantoni                                      | Fiatalabbaknak szóló szórakoztató műsorok és könnyűzene (kantopop)    |
| RTHK Radio 3   | AM FM     | (kHz) 567 (Golden Hill), 1584 (Chung Hum Kok) (MHz) 97.9 (Nicholson-hegy), 106.8 (Chung Hum Kok), 107.8 (Tseung Kwan O), 107.8 (Tin Shui Wai)     | angol                                        | Hírek, könnyűzene, információs, romantikus, sport és oktatási műsorok |
| RTHK Radio 4   | FM        | (MHz) 97.6 (Gough-hegy), 98.9 (Kowloon Peak), 97.8 (Cloudy Hill), 98.7 (Castle Peak), 98.2 (Lamma Island), 98.4 (Golden Hill), 98.1 (Beacon Hill) | angol (elsődleges) / kantoni (másodlagos)    | Klasszikus zene és szépművészet                                       |
| RTHK Radio 5   | AM FM     | (kHz) 783 (Golden Hill) (MHz) 92.3 (Tin Shui Wai), 99.4 (Tseung Kwan O), 106.8 (Castle Peak)                                                      | kantoni (elsődleges) / mandarin (másodlagos) | Idősebbeknek szóló kulturális és oktatási műsorok                     |
| RTHK Radio 6   | AM        | (kHz) 675 (Territory-wide) | angol                                        | A brit BBC World Service 24 órás közvetítése                          |
| RTHK Putonghua | AM FM     | (kHz) 621 (Golden Hill) (MHz) 100.9 (Jardine’s Lookout), 103.3 Tseung Kwan O, 103.3 (Tin Shui Wai)                                                | mandarin (főképp) / kantoni (kevésbé)        |                                                                       |
| RTHK DAB 1     | DAB+      | (MHz) OFDM 220.352 Channel 31 | mandarin (főképp) / kantoni (kevésbé)        |                                                                       |
| RTHK DAB 2     | DAB+      | (MHz) OFDM 220.352 Channel 32 | mandarin (főképp) / kantoni (kevésbé)        | A China National Radio 24 órás közvetítése                            |
| RTHK DAB 3     | DAB+      | (MHz) OFDM 220.352 Channel 33 | angol                                        | Az RTHK Radio 3 közvetítése                                           |
| RTHK DAB 4     | DAB+      | (MHz) OFDM 220.352 Channel 34 | angol                                        | Az RTHK Radio 6 közvítése, a BBC World Service 24 órás közvetítése    |
| RTHK DAB 5     | DAB+      | (MHz) OFDM 220.352 Channel 35 | kantoni                                      |                                                                       |

## Televízióadói
| 31 (D) | RTHK TV 31 | Átfogó adó, melyen sokrétű aktuális ügyekkel, oktatással, információkkal, kultúrával és művészetekkel foglalkozó műsorokat és drámákat sugároznak Műsorideje: 17:00—1:30 (hétfőtől péntekig) és 12:00—1:30 (szombat és vasárnap) | Digitális | HDTV | 2014. január 13. (tesztadás) | RTHK |
| 32 (D) | RTHK TV 32 | A törvényhozó tanács üléseinek élő közvetítése minden szerdánként, illetve egyéb fontos sajtótalálkozók | Digitális | HDTV | 2014. január 13. (tesztadás) | RTHK |
| 33 (D) | RTHK TV 33 | A CCTV-9 közvetítése, dokumentumfilm-adó, mely a nap 24 órájában közvetít angol és mandarin nyelven | Digitális | HDTV | 2014. január 13. (tesztadás) | RTHK |